# Dəlləkli (Masallı)
Dəlləkli è un comune dell'Azerbaigian situato nel distretto di Masallı. Conta una popolazione di 173 abitanti.